# Cesenatico

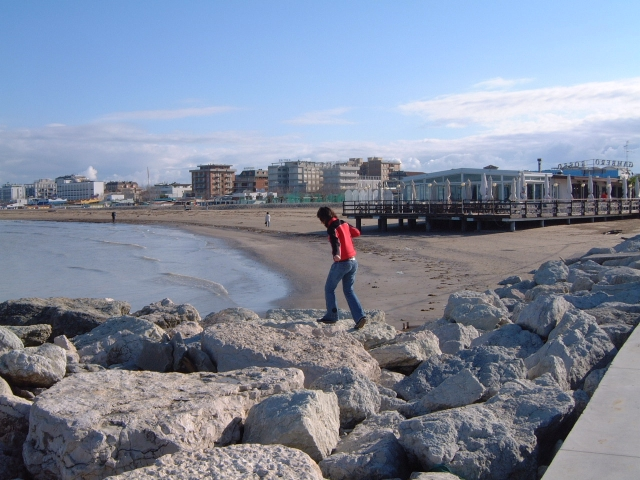
strand

Cesenatico is een gemeente en badplaats in de Italiaanse provincie Forlì-Cesena (regio Emilia-Romagna) in Italië en telt 23.009 inwoners (31-12-2004). De oppervlakte bedraagt 45,1 km², de bevolkingsdichtheid is 475 inwoners per km². Het ligt tussen Cervia en Rimini. Het beschikt over een strand en een jachthaven. In Cesenatico is een woontoren met appartementen van 38 verdiepingen hoog.
De volgende frazioni maken deel uit van de gemeente: Borella, Villalta, Cannuceto, Boschetto, Ponente, Levante, Valona, Mont, Tagliata.

## Bezienswaardigheden
- Chiesa di Sala dedicata a Santa Maria del Rosario, kerk
- Museo della Marineria, museumboten liggen in het kanaal[2]

## Demografie
Cesenatico telt ongeveer 9425 huishoudens. Het aantal inwoners steeg in de periode 1991-2001 met 6,5% volgens cijfers uit de tienjaarlijkse volkstellingen van ISTAT.
| Jaar | Inwoneraantal |
| ---- | ------------- |
| 1991 | 20.390        |
| 2001 | 21.716        |

## Geografie
Cesenatico grenst aan de volgende gemeenten: Cervia (RA), Cesena, Gambettola, Gatteo.

## Verkeer en vervoer
Cesenatico is bereikbaar via de E45, A14 en de SS 304.

## Sport
Wielrenner Marco Pantani was een beroemde inwoner van Cesenatico. De Italiaan overleed in 2004 en is in Cesenatico begraven. Ter nagedachtenis aan Marco Pantani is er een museum (Spazio Pantani) ingericht en een monument geplaatst. Tevens wordt jaarlijks de wielerkoers Memorial Marco Pantani georganiseerd. Verder is Cesenatico acht keer etappeplaats geweest in de Ronde van Italië. Dit was voorlopig voor het laatst het geval op 15 oktober 2020. Deze etappe van en naar Cesenatico werd gewonnen door de Ecuadoriaan Jhonatan Narváez. Op 30 juni 2024 startte in Cesenatico de door de Fransman Kévin Vauquelin gewonnen tweede etappe van de Ronde van Frankrijk naar Bologna.

## Stedenbanden
- Aubenas (Frankrijk)
- Schwarzenbek (Duitsland)
- Sierre (Zwitserland)
- Zelzate (België)

## Geboren
- Dalia Muccioli (1993), wielrenster

## Galerij

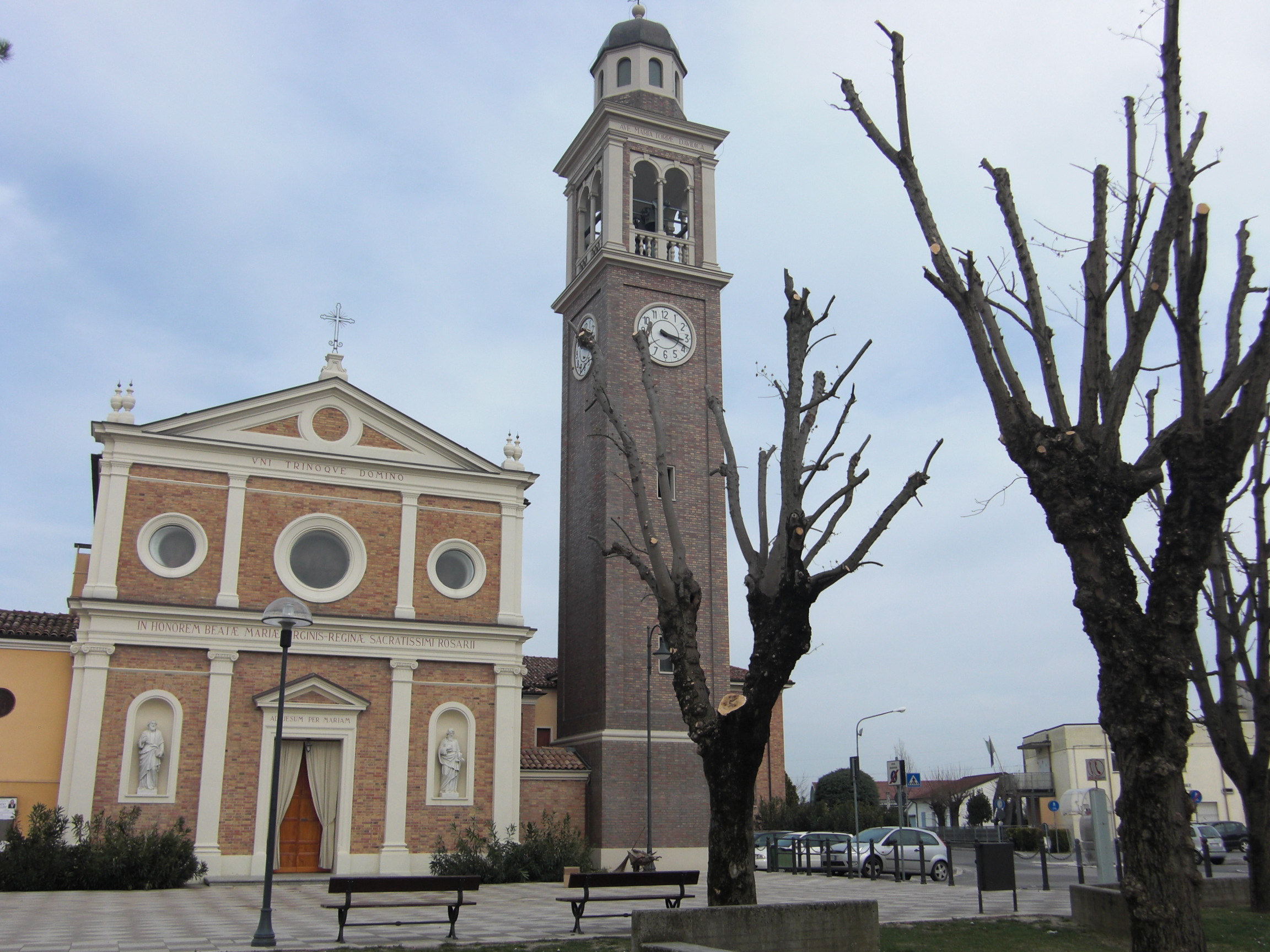
Chiesa di Sala dedicata a Santa Maria del Rosario
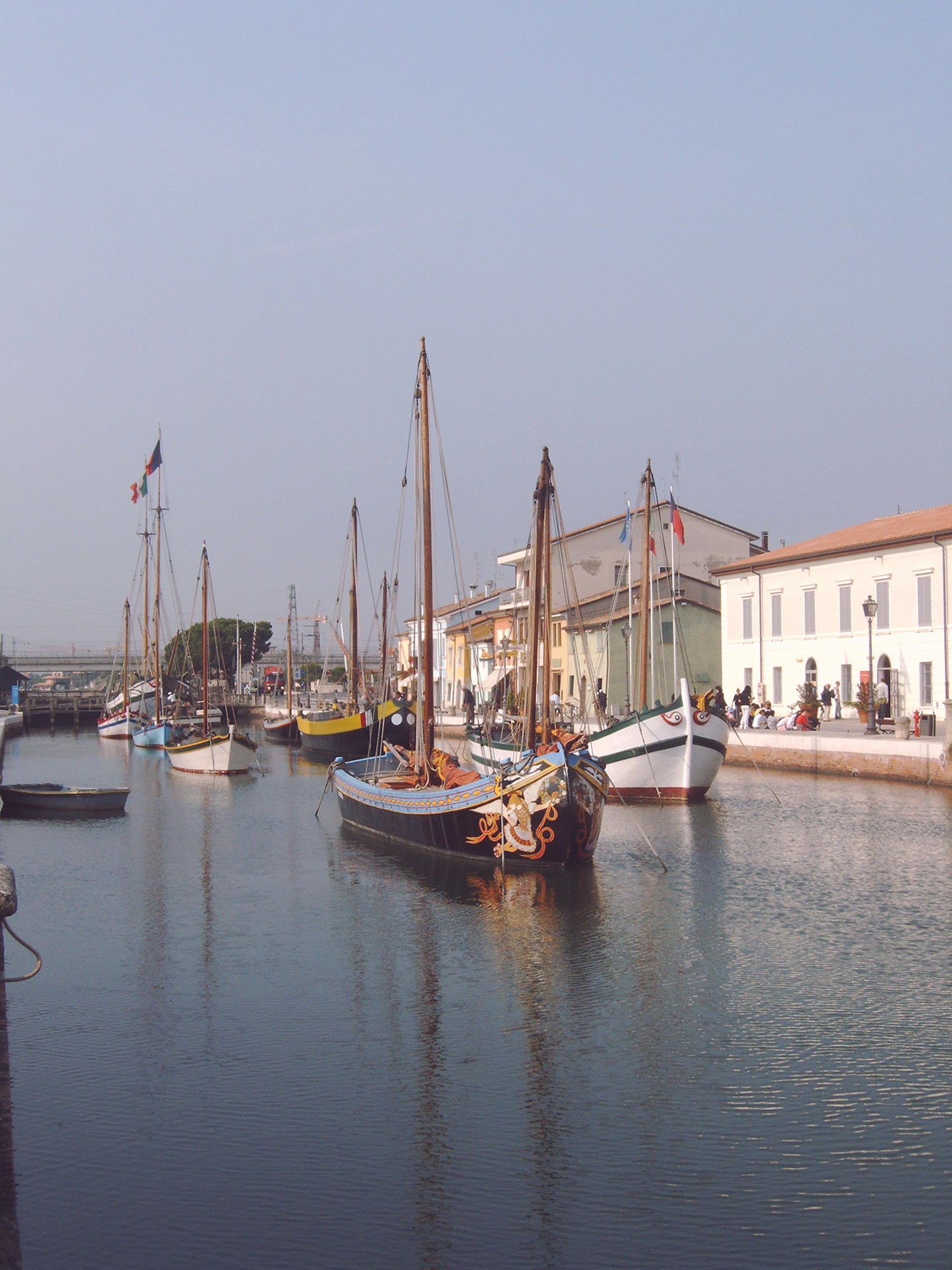
Haven
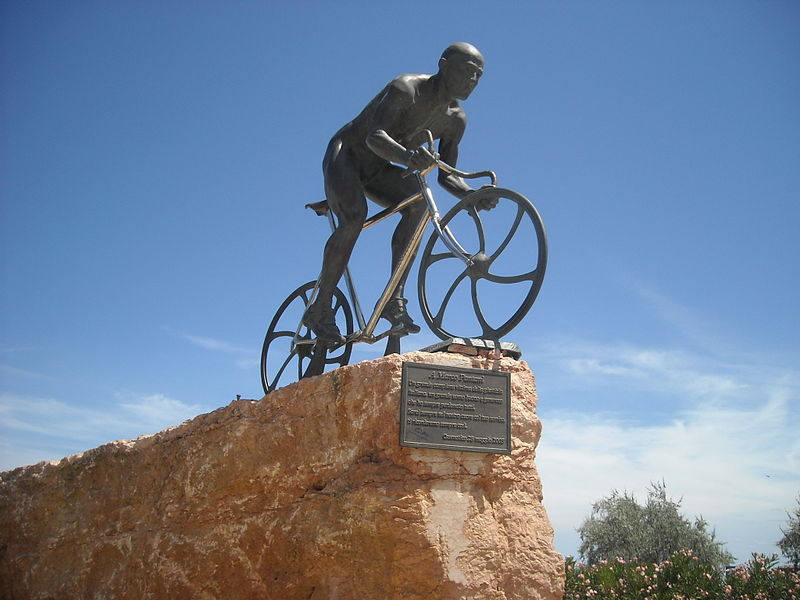
Monument ter nagedachtenis aan Marco Pantani